# NGC 2073
NGC 2073 is een elliptisch sterrenstelsel in het sterrenbeeld Haas. Het hemelobject werd op 20 november 1784 ontdekt door de Duits-Britse astronoom William Herschel.

## Gamma Leporis
Vanaf de aarde gezien bevindt het stelsel NGC 2073 zich een halve graad ten noordnoordoosten van de ster gamma Leporis (13 Leporis). Amateurastronomen kunnen gamma Leporis aanwenden als gidsster om op zoek te gaan naar NGC 2073.

## Synoniemen
- ESO 554-31
- MCG -4-14-24
- PGC 17772